# Doug Bodger
Douglas "Doug" Bodger, född 18 juni 1966, är en kanadensisk före detta professionell ishockeyspelare som tillbringade 16 säsonger i den nordamerikanska ishockeyligan National Hockey League (NHL), där han spelade för ishockeyorganisationerna Pittsburgh Penguins, Buffalo Sabres, San Jose Sharks, New Jersey Devils, Los Angeles Kings och Vancouver Canucks. Han producerade 528 poäng (106 mål och 422 assists) samt drog på sig 1 007 utvisningsminuter på 1 071 grundspelsmatcher. Han spelade också på lägre nivå för Kamloops Blazers i Western Hockey League (WHL).
Bodger draftades i första rundan i 1984 års draft av Pittsburgh Penguins som nionde spelaren totalt.

## Statistik
| 1982–1983  | Kamloops Blazers    | WHL        | 72   | 26  | 66  | 92  | 98   | 7  | 0 | 5  | 5  | 2  |
| 1983–1984  | Kamloops Blazers    | WHL        | 70   | 21  | 77  | 98  | 90   | 17 | 2 | 15 | 17 | 12 |
| 1984–1985  | Pittsburgh Penguins | NHL        | 65   | 5   | 26  | 31  | 67   | —  | — | —  | —  | —  |
| 1985–1986  | Pittsburgh Penguins | NHL        | 79   | 4   | 33  | 37  | 63   | —  | — | —  | —  | —  |
| 1986–1987  | Pittsburgh Penguins | NHL        | 76   | 11  | 38  | 49  | 52   | —  | — | —  | —  | —  |
| 1987–1988  | Pittsburgh Penguins | NHL        | 69   | 14  | 31  | 45  | 103  | —  | — | —  | —  | —  |
| 1988–1989  | Pittsburgh Penguins | NHL        | 10   | 1   | 4   | 5   | 7    | —  | — | —  | —  | —  |
|            | Buffalo Sabres      | NHL        | 61   | 7   | 40  | 47  | 52   | 5  | 1 | 1  | 2  | 11 |
| 1989–1990  | Buffalo Sabres      | NHL        | 71   | 12  | 36  | 48  | 64   | 6  | 1 | 5  | 6  | 6  |
| 1990–1991  | Buffalo Sabres      | NHL        | 58   | 5   | 23  | 28  | 54   | 4  | 0 | 1  | 1  | 0  |
| 1991–1992  | Buffalo Sabres      | NHL        | 73   | 11  | 35  | 46  | 108  | 7  | 2 | 1  | 3  | 2  |
| 1992–1993  | Buffalo Sabres      | NHL        | 81   | 9   | 45  | 54  | 87   | 8  | 2 | 3  | 5  | 0  |
| 1993–1994  | Buffalo Sabres      | NHL        | 75   | 7   | 32  | 39  | 76   | 7  | 0 | 3  | 3  | 6  |
| 1994–1995  | Buffalo Sabres      | NHL        | 44   | 3   | 17  | 20  | 47   | 5  | 0 | 4  | 4  | 0  |
| 1995–1996  | Buffalo Sabres      | NHL        | 16   | 0   | 5   | 5   | 18   | —  | — | —  | —  | —  |
|            | San Jose Sharks     | NHL        | 57   | 4   | 19  | 23  | 50   | —  | — | —  | —  | —  |
| 1996–1997  | San Jose Sharks     | NHL        | 81   | 1   | 15  | 16  | 64   | —  | — | —  | —  | —  |
| 1997–1998  | San Jose Sharks     | NHL        | 28   | 4   | 6   | 10  | 32   | —  | — | —  | —  | —  |
|            | New Jersey Devils   | NHL        | 49   | 5   | 5   | 10  | 25   | 5  | 0 | 0  | 0  | 0  |
| 1998–1999  | Los Angeles Kings   | NHL        | 65   | 3   | 11  | 14  | 34   | —  | — | —  | —  | —  |
| 1999–2000  | Vancouver Canucks   | NHL        | 13   | 0   | 1   | 1   | 4    | —  | — | —  | —  | —  |
| NHL totalt | NHL totalt          | NHL totalt | 1071 | 106 | 422 | 528 | 1007 | 47 | 6 | 18 | 24 | 25 |
| WHL totalt | WHL totalt          | WHL totalt | 142  | 47  | 143 | 190 | 188  | 24 | 2 | 20 | 22 | 14 |